# Majastic
Majastic är en ort i Mexiko.   Den ligger i kommunen Sabanilla och delstaten Chiapas, i den sydöstra delen av landet, 700 km öster om huvudstaden Mexico City. Majastic ligger 813 meter över havet och antalet invånare är 1 221.
Terrängen runt Majastic är bergig västerut, men österut är den kuperad. Runt Majastic är det ganska tätbefolkat, med 96 invånare per kvadratkilometer. Närmaste större samhälle är Simojovel de Allende, 9,9 km söder om Majastic. Trakten runt Majastic består till största delen av jordbruksmark.